# Latarnia morska Flamborough
Latarnia morska Flamborough (ang. Flamborough (Head) Lighthouse) – latarnia morska w północno-wschodniej Anglii (Wielka Brytania), w hrabstwie East Riding of Yorkshire, położona na przylądku Flamborough Head, około 2 km na wschód od wsi Flamborough. Latarnia wpisana jest do rejestru zabytkowych budynków. Położona jest na południe od latarni Whitby.
Pierwsza latarnia została zbudowana w 1669 roku przez Sir Johna Claytona. Obecna latarnia została zaprojektowana przez Samuela Wyatta z Trinity House, a zbudowana przez Johna Matsona z Bridlington w 1806 roku. Pierwsze uruchomienie miało miejsce 1 grudnia 1806 roku.
W 1925 roku latarnia został nadbudowana do obecnej wysokości. Latarnia została zelektryfikowana w 1940 roku. W 1974 roku przeprowadzono dodatkowe prace modernizacyjne. W 1975 roku zainstalowano elektryczny sygnał przeciwmgielny. Latarnia została w pełni zautomatyzowana w początku 1996 roku. Obecnie jest kontrolowana z Trinity House Operations and Planning Centre w Harwich.
W okresie od wiosny do jesieni latarnia jest dostępna dla zwiedzających.